# Lada Kozlíková
Lada Kozlíková (Vyškov, 8 oktober 1979) is een Tsjechisch voormalig wielrenster. Ze werd vijf keer Tsjechisch kampioen op de weg en vier keer Tsjechisch kampioen tijdrijden. Negen van haar zestien professionele zeges behaalde Kozlíková in het tijdrijden.

## Overwinningen
1999
 Tsjechisch kampioen op de weg
2000
3b en 4e etappe Ronde van Polen voor vrouwen
 Tsjechisch kampioen op de weg
 Tsjechisch kampioen tijdrijden
2001
2e etappe Gracia Orlová
3b etappe Ronde van Polen voor vrouwen
 Tsjechisch kampioen op de weg
 Tsjechisch kampioen tijdrijden
2002
2e etappe Ronde van Polen voor vrouwen
 Tsjechisch kampioen tijdrijden
2003
3e etappe Ronde van Krásná Lípa voor vrouwen
2005
 Tsjechisch kampioen op de weg
2006
 Tsjechisch kampioen op de weg
 Tsjechisch kampioen tijdrijden
3e etappe Ronde van Krásná Lípa voor vrouwen